# What's Cooking? with Jamie Oliver
What's Cooking? with Jamie Oliver est un jeu vidéo de cuisine développé et édité par Atari Inc., sorti en 2008 sur Nintendo DS. Il est présenté par le chef Jamie Oliver.

## Accueil
- IGN : 4,9/10[1]